# کریستال هیل (آرکانزاس)
کریستال هیل (به انگلیسی: Crystal Hill) یک منطقهٔ مسکونی در ایالات متحده آمریکا است که در شهرستان پلاسکی، آرکانزاس واقع شده‌است. کریستال هیل ۸۴ متر بالاتر از سطح دریا واقع شده‌است.